# Oulunsalo
Oulunsalo (dawna szwedzka nazwa: Uleåsalo) – dawna gmina w regionie Pohjois-Pohjanmaa w Finlandii, około 10 km na południowy zachód od centrum Oulu. Jej populacja wynosi 9596 mieszkańców (2010). Zajmuje powierzchnię 211,24 km², z czego 127,87 km² stanowi woda. Na obszarze gminy znajduje się port lotniczy Oulu.
Od 1 stycznia 2013 wraz z Kiiminki, Yli-Ii oraz Haukipudas zostało włączone w granice miasta Oulu.

## Miasta partnerskie
- Tonno, Japonia